# 1967-es Formula–1 világbajnokság
Az 1967-es Formula–1-es szezon volt a 18. FIA Formula–1 világbajnoki szezon. 1967. január 2-ától október 22-éig tartott.
A világbajnokság élén a két brabhames versenyző végzett: Denny Hulme csapattársa, Jack Brabham előtt nyert. Bár Clark négy futamgyőzelmet is szerzett, egyenletesebb teljesítménye miatt Hulme lett a világbajnok. A konstruktőri világbajnokságot a Brabham-Repco nyerte a Lotus-Ford és a Cooper-Maserati előtt. A holland nagydíjon a Lotus szerezte meg a Ford által támogatott Cosworth DFV, a sportág legsikeresebb motorjának első győzelmét (összesen 155 alkalommal győztek a DFV motorral). Ebben az évben szerepelt először a versenynaptárban a kanadai nagydíj. Pedro Rodríguez a Cooper utolsó, Dan Gurney saját csapata, az Eagle egyetlen győzelmét szerezte meg.
Érdekesség, hogy ebben az évben egyetlen pole-pozíciót sem szerzett a világbajnok, 1984-hez (Niki Lauda) hasonlóan.

## Csapatok és versenyzőik
| Csapatnév                          | Konstruktőr    | Modell         | Motor                        | Gumi | Versenyző                                                                            |
| ---------------------------------- | -------------- | -------------- | ---------------------------- | ---- | ------------------------------------------------------------------------------------ |
| Team Lotus                         | Lotus          | 43 33 49       | BRM Climax Ford-Cosworth DFV | F    | Graham Hill Jim Clark Eppie Wietzes Giancarlo Baghetti Moises Solana                 |
| Brabham Racing Organisation        | Brabham        | BT19 BT20 BT24 | Repco                        | G    | Jack Brabham Denny Hulme                                                             |
| Bruce McLaren Motor Racing         | McLaren        | M4B M5A        | BRM                          | G    | Bruce McLaren                                                                        |
| Scuderia Ferrari SEFAC SpA         | Ferrari        | 312            | Ferrari                      | F    | Chris Amon Ludovico Scarfiotti Lorenzo Bandini Mike Parkes Jonathan Williams         |
| Matra Sports                       | Matra          | MS7            | Ford-Cosworth FVA            | D    | Jean-Pierre Beltoise Johnny Servoz-Gavin                                             |
| Owen Racing Organ.                 | BRM            | P83 P261 P115  | BRM                          | G    | Jackie Stewart Mike Spence                                                           |
| Reg Parnell Racing                 | Lotus BRM      | 25 P261 P83    | BRM P142                     | F    | Piers Courage Chris Irwin                                                            |
| Cooper Car Company                 | Cooper         | T81 T81B T86   | Maserati                     | G    | Pedro Rodríguez Jochen Rindt Alan Rees Richard Attwood Jacky Ickx                    |
| Rob Walker J.Durlacher Racing Team | Cooper         | T81            | Maserati Tipo 9/F1           | F    | Jo Siffert                                                                           |
| Anglo American Racers              | Eagle          | T1F T1G        | Weslake 58 Climax            | G    | Dan Gurney Richie Ginther Bob Bondurant A. J. Foyt Bruce McLaren Ludovico Scarfiotti |
| Honda Racing                       | Honda          | RA 273 RA 300  | Honda                        | F    | John Surtees                                                                         |
| Bayerische Motoren Werk Ag         | Lola           | T100           | BMW                          | D    | Hubert Hahne                                                                         |
| Mike Fisher (privát)               | Lotus          | 33             | BRM                          | F    | Mike Fisher                                                                          |
| DW Racing Enterprises              | Brabham        | BT11           | Climax                       | F    | Bob Anderson                                                                         |
| Scuderia Scribante                 | Brabham        | BT11           | Climax FPF                   |      | Dave Charlton                                                                        |
| Luki Botha (privát)                | Brabham        | BT11           | Climax FPF                   |      | Luki Botha                                                                           |
| Ian Raby Racing                    | McLaren        | M2B            | Climax                       | F    | Trevor Taylor                                                                        |
| Bernard White Racing               | BRM            | P261           | BRM P142                     | G    | David Hobbs                                                                          |
| John Love (privát)                 | Cooper         | T79            | Climax FPF                   | F    | John Love                                                                            |
| J. Bonnier Racing Team             | Cooper         | T81            | Maserati Tipo 9/F1           | F    | Jo Bonnier                                                                           |
| Charles Vögele Racing Team         | Cooper         | T77            | A-T-S                        | D    | Silvio Moser                                                                         |
| Ecurie Filipinetti                 | Cooper         | T81            | Maserati                     | F    | Andrea de Adamich                                                                    |
| Tom Jones (privát)                 | Cooper         | T82            | Climax                       |      | Tom Jones                                                                            |
| Guy Ligier (privát)                | Cooper Brabham | T81 BT20       | Maserati Repco               | D F  | Guy Ligier                                                                           |
| Advance Muffler/ Bruce Bomner      | Eagle          | T1G            | Weslake                      | G    | Richie Ginther                                                                       |
| Castrol Oil Ltd                    | Eagle          | T1F            | Climax FPF                   | G    | Al Pease                                                                             |
| Sam Tingle (privát)                | LDS            | Mk3            | Climax                       | F    | Sam Tingle                                                                           |

## A szezon menete
Az 1967-es évadra John Surtees a Hondához szerződött, helyét a Cooper-Maseratinál Pedro Rodríguez foglalta el Jochen Rindt csapattársaként. A Brabham versenyzőfelállása maradt, míg a Lotushoz visszatért az 1962-es világbajnok Graham Hill Peter Arundell helyére, Jim Clark mellé. A Ferrarinál Chris Amon lett Lorenzo Bandini csapattársa.

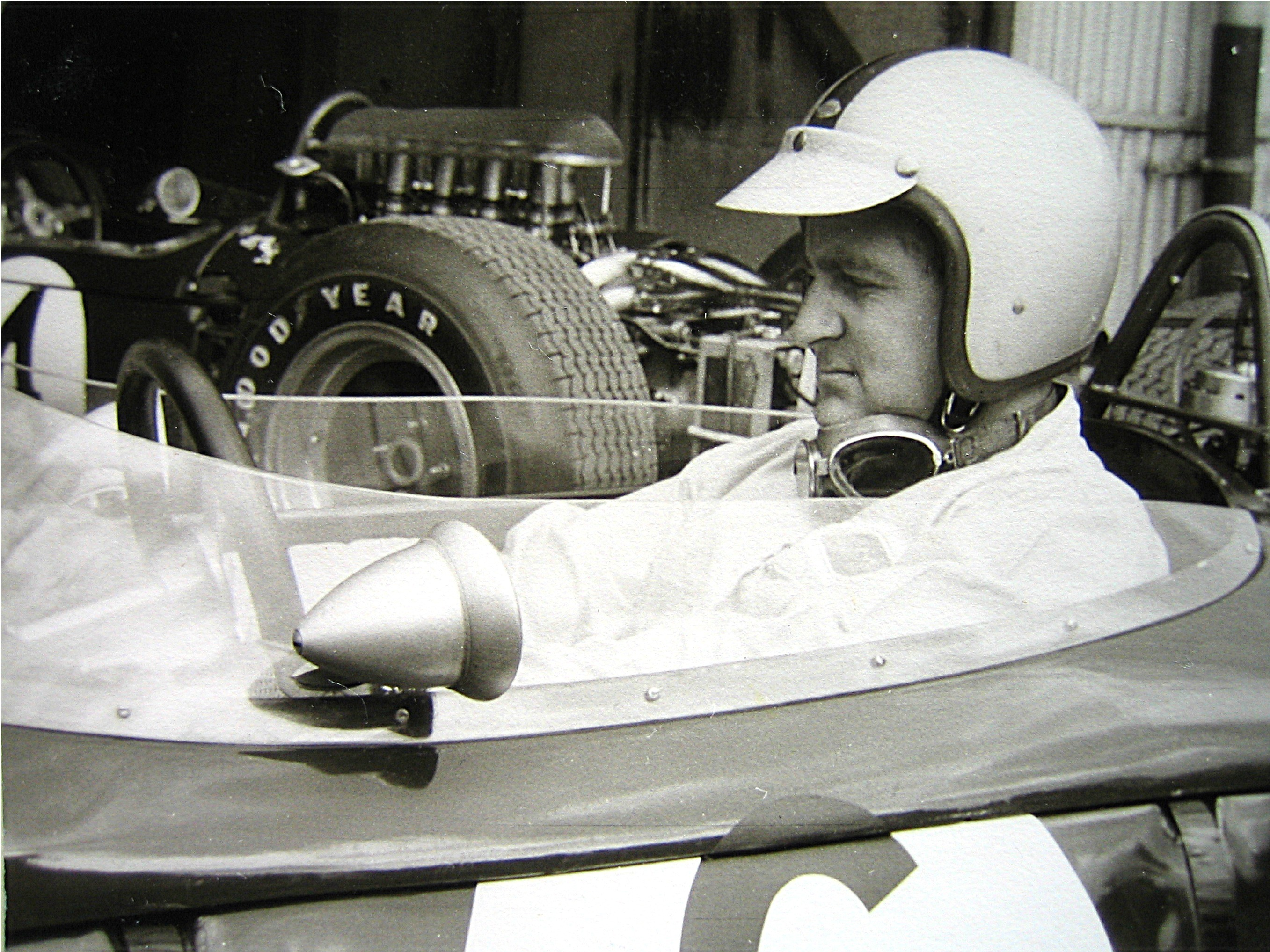
Denny Hulme

1965 után ismét visszakerült a dél-afrikai nagydíj a világbajnoki versenyek közé, a szezonnyitó versenyt január 2-án rendezték az új Kyalami pályán, Johannesburg mellett. Dél-Afrikába a Ferrari és a McLaren csapat sem utazott el. A mezőny nagyrészt régi autókból állt: a Brabham a tavalyi BT20-as, a Lotus a 43-as modellel indult. A rajtrács elején a két Brabham-Repco végzett Brabham-Hulme sorrendben Clark és Rodríguez előtt. A helyi versenyző John Love a figyelemre méltó ötödik időt autózta privát Cooper-Climaxával.
A rajt után Hulme állt az élre Brabham és Surtees előtt. A 3. körben Brabham, majd Rindt is megcsúszott. Mindketten több helyet visszaestek, de visszatértek a második és harmadik helyre. Rindt a verseny felénél motorhibával kiállt, majd Surtees visszaesett Love és Gurney mögé. Brabham a második helyről visszaesett motorprobléma miatt, majd Gurney hátsó felfüggesztés hibája miatt kiesett. Ezek után Hulme egy perccel vezetett Love előtt, de a 61. körben problémája akadt fékjeivel és visszaesett a mezőnyben. Ekkor John Love vezette a futamot, és bár Rodríguez a második helyen közeledett felé, úgy tűnt hogy a rodéziai nyeri a versenyt. Hét körrel később azonban Love kiállt üzemanyagért, így Rodríguez nyert 20 másodperccel Love, Surtees és Hulme előtt.

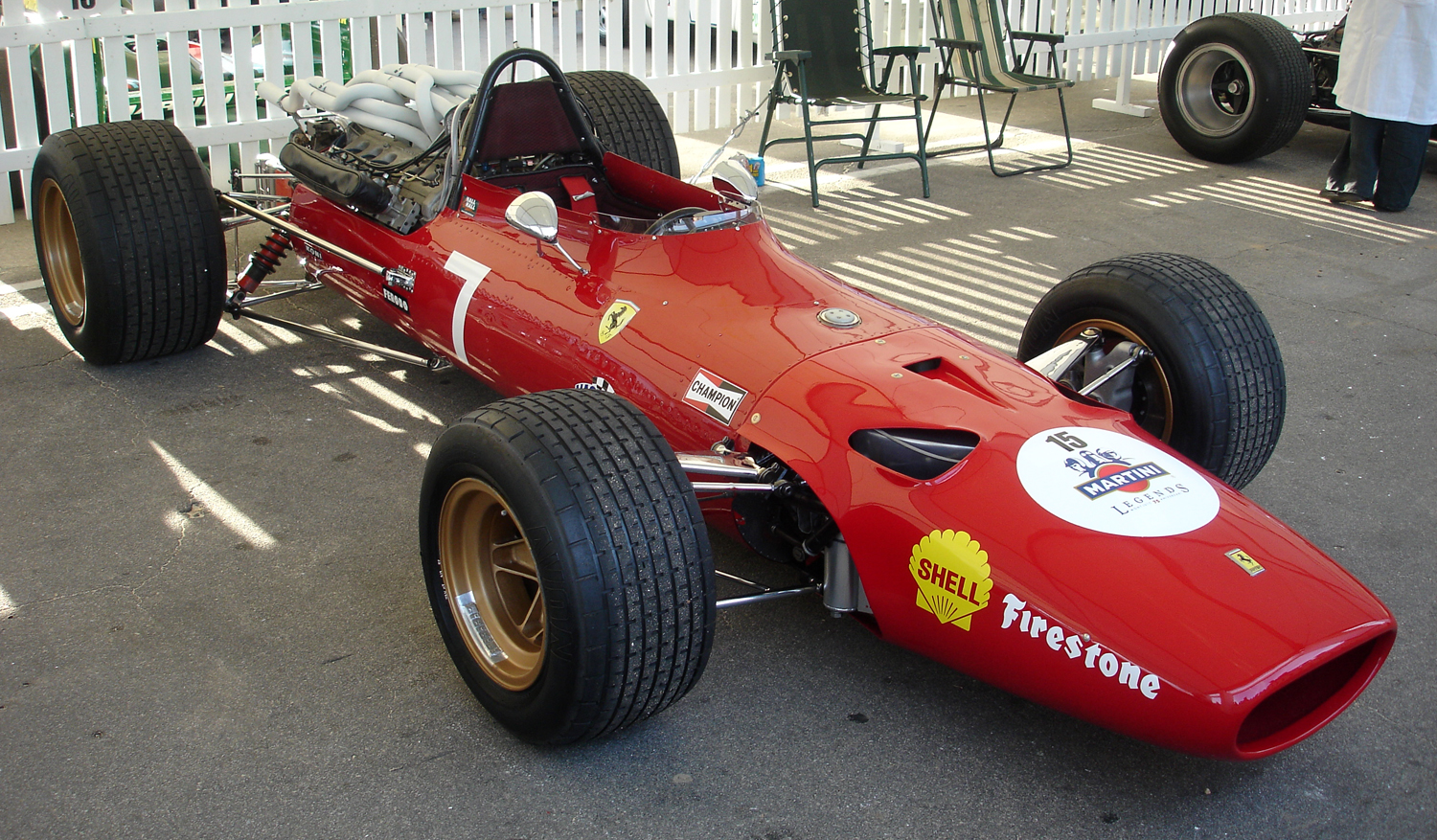
Ferrari 312

A májusban rendezett második versenyig több nem világbajnoki futamot is rendeztek. Dan Gurney megnyerte a Race of Championst Brands Hatchben, Mike Parkes győzött az International Trophyn a Ferrari színeiben. A monacói nagydíjon már elindult a Ferrari és a McLaren is, valamint két Matra is részt vett, de Jean-Pierre Beltoise nem tudta magát kvalifikálni a futamra. Brabham indult az élről, Bandini, Surtees és Hulme előtt. Már az első körben kiesett a pole-pozíciós Brabham motorhiba miatt, a vezetést Lorenzo Bandini vette át. Clark a második körben letért a pályáról, így a mezőny végére esett vissza. Bandinit Hulme mellett Stewart is megelőzte, de erőátviteli hiba miatt BRM kiesett a versenyből. A második Bandini mögött McLaren jött fel a harmadik helyre Surtees motorhibája után. A negyedik helyre Clark küzdötte fel magát, de lengéscsillapítója meghibásodott, helyezése Amoné lett. Bandini elkezdett közeledni Hulme-ra, míg McLarennek ki kellett állnia elektromos probléma miatt, Amon és Hill mögé tért vissza. A rendezők úgy próbálták megakadályozni a versenyzők tengerbe zuhanását, hogy a szalmakupacok mögé fakorlátot helyeztek el. A 82. körben Bandini a sikán előtt megcsúszott, és nagy erővel nekicsapódott a korlátnak. Ferrarija lángra lobbant, segítségére túl későn érkeztek. A versenyző testének 70 százaléka megégett, sérüléseibe pedig három nap múlva belehalt. Hulme nagy előnnyel nyert, míg Amon defekt miatt csak Graham Hill mögött ért célba a harmadik helyen.
Számos versenyző a mezőnyben az Egyesült Államokba utazott, hogy részt vegyen az indianapolisi 500 mérföldes versenyen. Közülük csak Hulme tudta teljesíteni a teljes távot, negyedikként végzett. A Ferrari Bandini helyére Mike Parkest igazolta le.

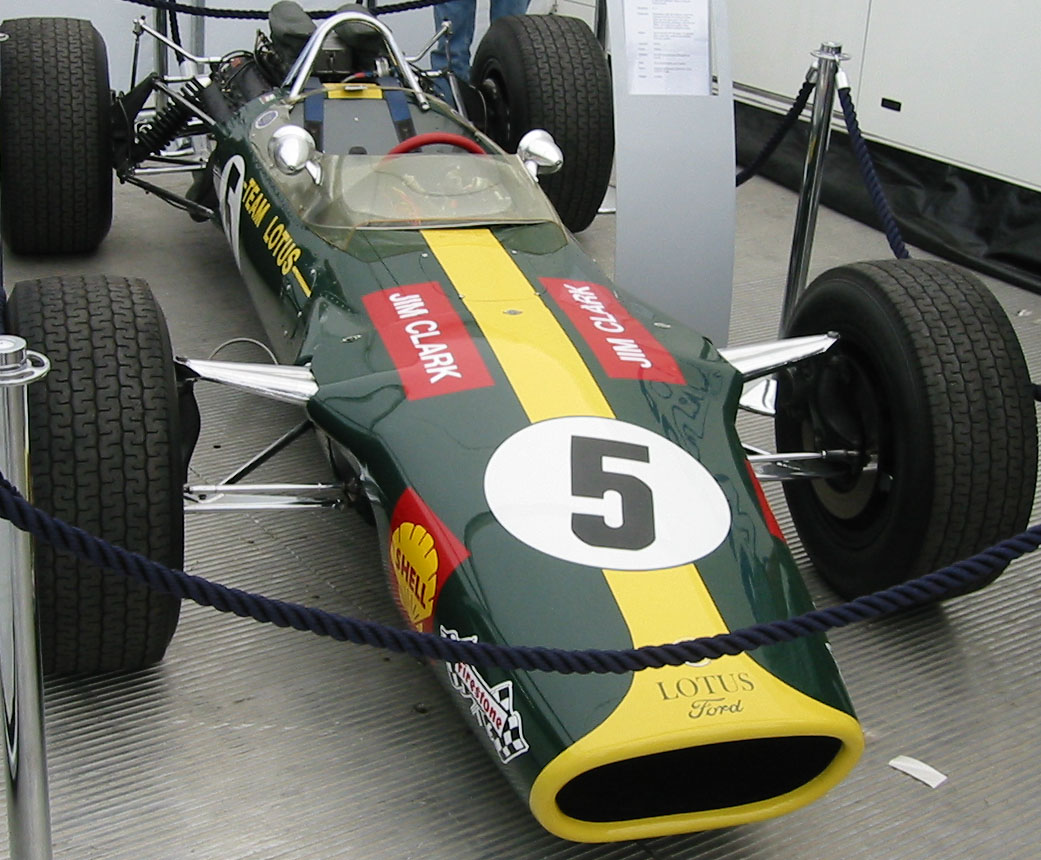
Jim Clark Lotus 49-ese

Zandvoortban végre megérkezett a Ford Cosworth DFV motorral felszerelt új modell, a Lotus 49-es, amelyet Maurice Philippe tervezett. Úgy tűnt, jól sikerültek a fejlesztések: Hillé lett a pole fél másodperccel Gurney, egy egésszel pedig Brabham előtt. Clarkot mechanikai problémák hátráltatták az edzésen, csak a nyolcadik helyre kvalifikálta magát.
Amikor a verseny elkezdődött, egy ember még a második rajtsor közepén állt, aki így Hulme-ot feltartotta. Hill a rajt után megtartotta első helyét Brabham és Gurney előtt, a kör végén a Lotus 2 másodperc előnyre tett szert. Rindt a harmadik helyért megelőzte Gurneyt, majd az amerikai a boxba hajtott motorhiba miatt. Clark megelőzte Amont, a skótot Hulme követte. A 11. körben a vezető Hill autója lelassult, motorhiba miatt feladta a versenyt. Brabham vette át a vezetést Rindt és Clark előtt. A Lotus versenyzője a 15. körben megelőzte Rindtet, a 16. körben átvette a vezetést. Brabham nem tudta a skót tempóját tartani, míg Rindt visszaesett a mezőnyben. A harmadik Hulme sikeresen megvédte harmadik pozícióját Amon előtt. Jim Clark 25 másodperc előnnyel megnyerte a Cosworth DFV első futamát a Brabham-Hulme kettős előtt.
Két héttel ezután Spában három másodperc előnnyel Clarké lett a pole-pozíció. Gurney az előző hétvégén a Le Mans-i 24 órás versenyen aratott győzelme után a második helyet szerezte meg átdolgozott autójával. Hill a harmadik helyről lemerült akkumulátorja miatt nem tudott elindulni, a boxból indult a mezőny után. A rajtnál Clark után a második helyet Rindt vette át Stewart és Parkes előtt. A ferraris Mike Parkes az első kör végén az előtte haladó BRM-ből kifolyó olajon megcsúszott, és a Blanchimont kanyarban nagy sebességnél balesetet szenvedett. A versenyző túlélte az esetet, de súlyos lábsérülést és fejsérülést szenvedett, valamint eltört a csuklója. Bár emiatt abbahagyta a versenyzést, számos évig a Ferrarinál dolgozott mérnökként és tesztversenyzőként. Rindt az első körökben visszaesett, ezután Stewart jött fel másodiknak. Gurney Amon megelőzésével a harmadik helyre jött fel. A 12. körben Gurney és a vezető Clark egyszerre ment ki a boxba. Clark 2 percet töltött a boxban gyertyacsere miatt, csak a 7. helyre tért vissza. Gurney szólt a szerelőinek, hogy az üzemanyagnyomása alacsony, de megállás nélkül továbbhaladt. A vezetést Stewart vette át, ekkor 15 másodperccel vezetett Gurney előtt. A skótnak sebességváltási problémája akadt, csak egy kézzel foghatta a kormányt, a másikkal a váltókart kellett sebességben tartania. Gurney a 21. körben átvette a vezetést és több mint egy perc előnnyel megszerezte az Eagle-Weslake egyetlen győzelmét. Stewart második, Chris Amon harmadik lett.

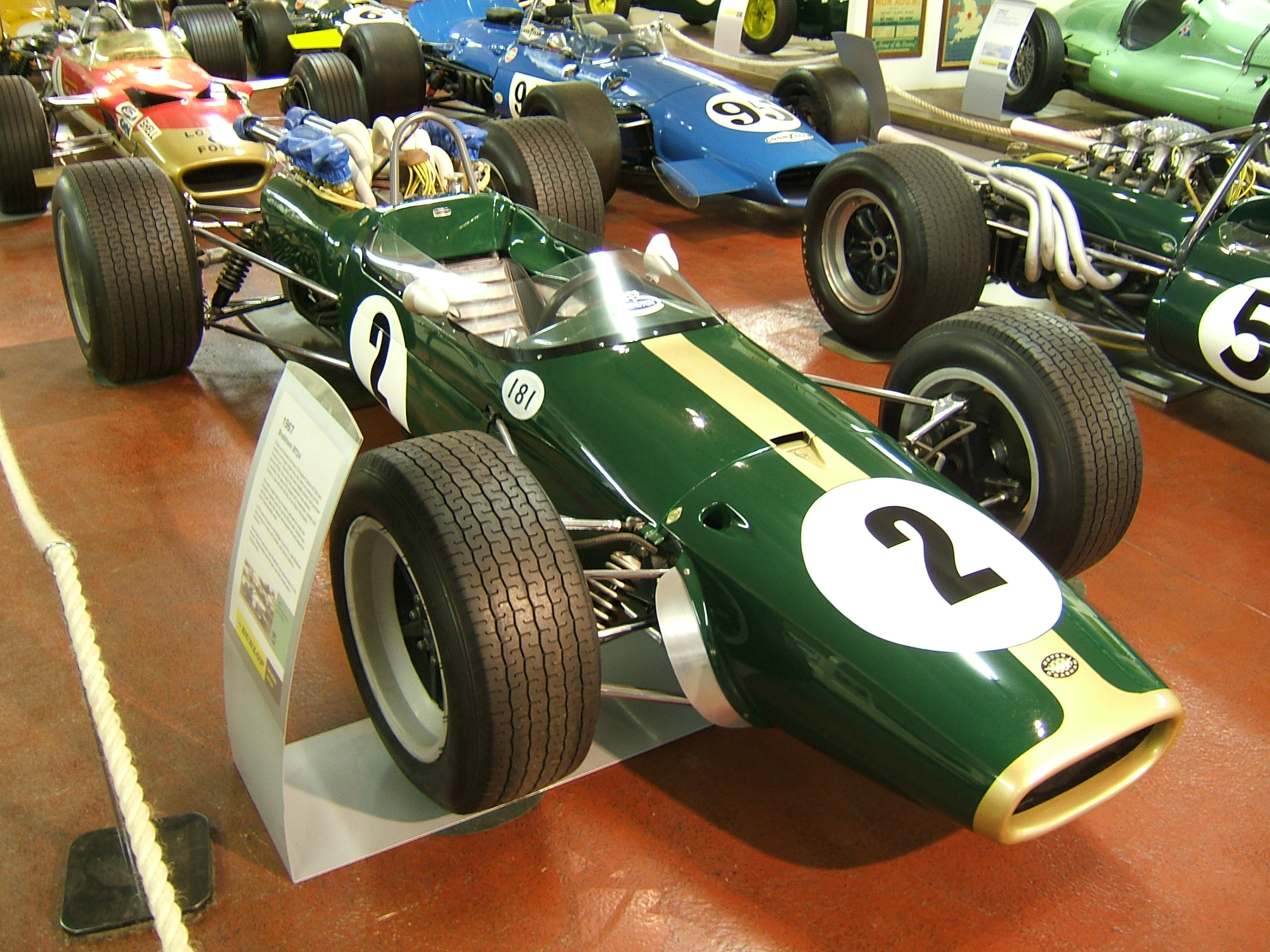
Brabham BT24

A francia nagydíjat első alkalommal rendezték Le Mans-ban. A nagydíjra nem sokan látogattak ki, mindössze 20 000 néző volt jelen. Egy hónapja debütált a Lotus 49-es, de továbbra sem tudták tökéletesen összehangolni a motorral. Graham Hillé lett az első rajtkocka, Brabham és Gurney előtt. A második sorból Clark és az Eagle-lel versenyző McLaren indult. A rajt után Hill megtartotta első helyét, de a második körben Brabham, majd Clark is megelőzte. A Lotusok ekkor Brabhamet követték, az 5. körben Clark állt az élre, majd Hill is megelőzte az ausztrált. A két Lotus az élen a 11. körben helyet cserélt. Hamarosan Hill az erőátvitel meghibásodása miatt kiesett, és 9 kör múlva ugyanígy járt csapattársa is. Miután Hulme megelőzte Amont, a 40. körben Gurney is kiesett üzemanyagcsövének problémája miatt. A két Brabham-Repco így a verseny élén végzett. Stewart harmadik, Jo Siffert negyedik lett.
Miután a Lotus mindkét versenyzője azonos hiba miatt esett ki a versenyen, igyekeztek megoldani a problémát, változtatásokat hajtottak végre az autókon. Az első öt verseny után Hulme 22 ponttal vezette a bajnokságot Brabham (16), Rodríguez (12), Amon (11) és Clark (10) előtt.
Silverstone-ban, az időmérésen a két Lotus végzett a két Brabham előtt: Clark, Hill, Brabham és Hulme indult az első rajtsorból.
Clark a rajtnál megtartotta a vezetést, Brabham a 2. körben megelőzte Hillt, de a brit később visszaelőzte. Hulme rossz rajtja után a 9. körben már negyedik volt, majd megelőzte Brabhamet is a harmadik helyért. A 26. körben Hill csapattársát megelőzve az élre állt, de az 55. körben hátsó felfüggesztési problémája miatt lelassult. Boxkiállása után 10 körre visszatért a pályára, de motorhiba miatt kiesett. Clark nyerte a versenyt 13 másodperc előnnyel Hulme előtt. Az utolsó körökben Amon megelőzte Brabhamet, így harmadik lett.

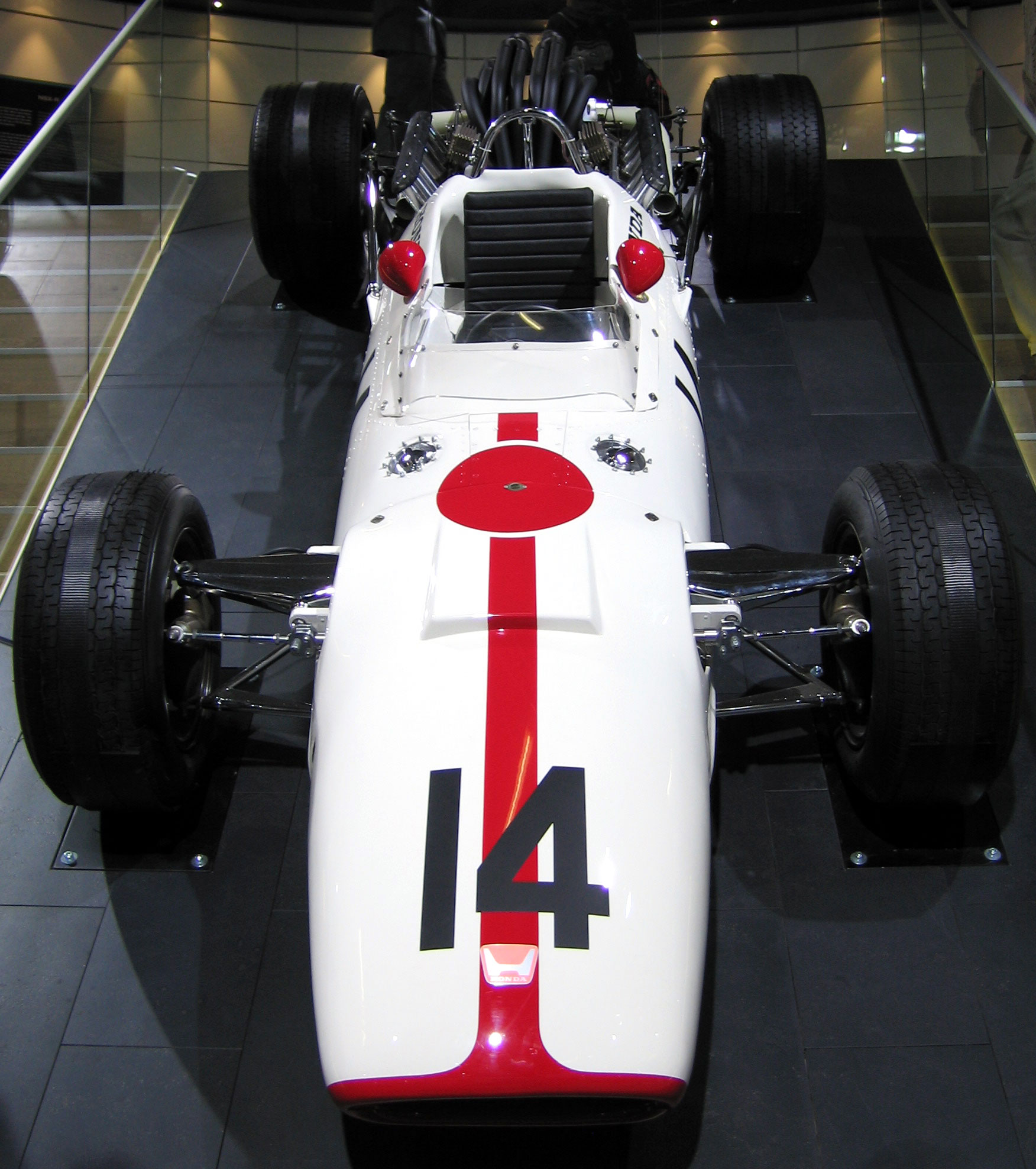
Honda RA300

A Nürburgringen egy sikánt építettek a boxok elé, hogy lassítsák a célegyenesbe érkező autókat. Az előző évhez hasonlóan a Formula–2-es autókkal együtt rendezték a nagydíjat. Clark 10 másodperces előnnyel autózta legjobb időt a második Hulme előtt. A harmadik legjobb időt nagy meglepetésre Jacky Ickx szerezte meg F2-es Matrájával. A belgának ennek ellenére a versenyen a Formula–1-esek mögötti F2-es rajtrácsról kellett indulnia. Clark és Hulme mellől Stewart és Gurney indult az első rajtsorból. Clark az első helyet a 4. körig tudta tartani, amikor felfüggesztése meghibásodott, és a skót kiesett. Graham Hill az edzésen történt karambolja miatt csak a tizenharmadik helyről indult. A versenyen a fűre hajtott és megcsúszott, a 8. körben csapattársához hasonlóan felfüggesztési hiba miatt esett ki. Clark kiesése után Gurney vezetett Hulme előtt, Brabham a harmadik helyre jött fel, miután Bruce McLaren olajcsöve elrepedt és az új-zélandi kiesett. A 12. körben Gurney autójának féltengelye meghibásodott, az amerikai kiesett. A futamot Denny Hulme nyerte csapattársa, Jack Brabham előtt. Amon harmadik, Surtees negyedik lett.
Pedro Rodríguez egy Formula–2-es balesetben lábtörést szenvedett, ezért Kanadában Richard Attwood, Olaszországban és az Egyesült Államokban Jacky Ickx volt Rindt csapattársa a Cooper-Maseratinál.

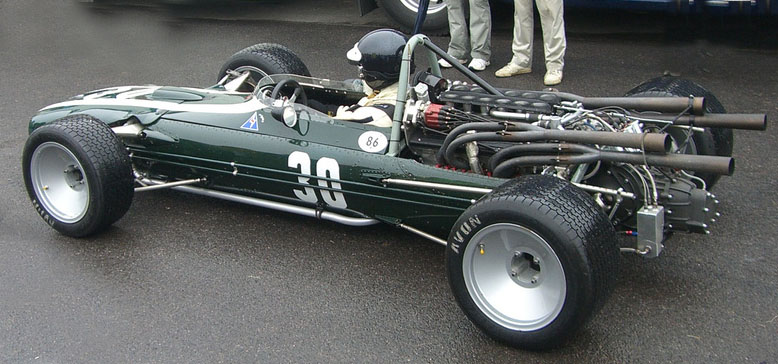
Cooper-Maserati T86

Az első kanadai nagydíjnak a Mosport Park adott otthont, ahol az élről Clark és Hill indult. A verseny elején esett az eső. Clark a 4. körig vezette a versenyt, amikor Hulme megelőzte, míg Brabham Hill előzésével a 3. helyre jött fel. Bruce McLaren az 5. helyen haladt, amikor megcsúszott, de ezután visszaküzdötte magát az élmezőnybe. A 13. körben Brabham, a 22.-ben Clark elé került. Az eső elálltával mindketten visszavették helyezéseiket McLarentől, majd Clark az 58. körben megelőzte Hulme-ot. Az eső ezek után ismét eleredt, de Jim Clark vezető helyezése megmaradt a 68. körig, amikor a skót motorhiba miatt kiesett. Brabham ugyanekkor előzte meg Hulme-ot, így az élre állt. A Brabham-Repco kettős győzelmet aratott Gurney, Hill, Spence és Amon előtt.
Monzában ismét Clarké lett a pole Brabham és Bruce McLaren előtt. A rajt után Brabham, majd Gurney, a 3. körben pedig Clark állt az élre. Hill két körrel később a második helyre jött fel, míg Gurney kiesett motorhibával. Clarknak problémája akadt, a boxba kellett hajtania defekt miatt, mire visszatért a pályára, már egy kör hátrányban volt. Az élen Hill, Brabham és Hulme harcolt az elsőségért, Hulme motorhibával állt ki. Clark élete egyik legnagyobb versenyét futva gyorsan zárkózott fel, Surteest megelőzve harmadik, Hill motorhibája után, az 59. körben már második volt. Ekkor már csak Brabham autózott előtte, akit szintén megelőzött, így az élre állt. Surtees később szintén meg tudta előzni az ausztrált, és amikor Clark az utolsó körben üzemanyagpumpájának hibája miatt lelassult, mindketten megelőzték. Surtees nyerte a versenyt Hondájával Brabham és Clark előtt. A Brabham csapat második konstruktőri címét biztosította be.

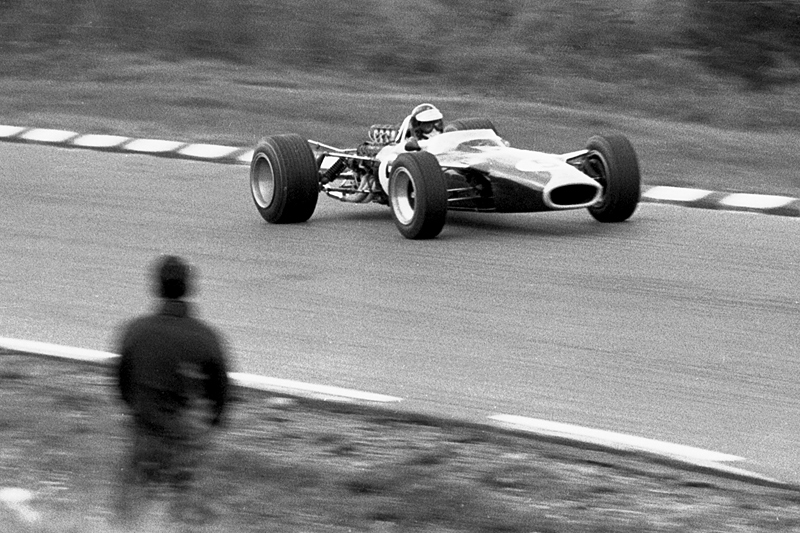
Jim Clark Watkins Glenben

Watkins Glenben Hill indult az első helyről Clark és Gurney előtt. A rajt után Gurney megelőzte Clarkot a második helyért, de a skót 8. körben visszaelőzte, Gurney a 24. körben felfüggesztésének meghibásodása miatt kiesett. A harmadik hely ekkor Amoné lett, aki a két Brabham előtt haladt. A vezető Hillnek sebességváltóproblémája akadt, a 41. körben Clark megelőzte, a 65.-ben Amon mögé esett vissza. Jack Brabham autója defektet kapott, emiatt az ausztrál visszaesett a mezőnyben. Chris Amon és Hill a második helyért harcolt, amikor Amon Ferrarijának motorja a 85. körben elromlott. Két körrel a leintés előtt a vezető Clark felfüggesztése riasztóan elgörbült, de a versenyző képes volt a célba vezetni autóját, 6 másodperccel győzött Hill, Hulme, Siffert és Brabham előtt.
Hulme előnyét 5 pontra növelte a második Brabhammel szemben.
Az utolsó, mexikói versenyen dőlt el az egyéni bajnoki cím sorsa. Rodríguez balesete után visszatért a mezőnybe, míg Rindt elhagyta a Cooper csapatot. Clark indult az első helyről, Amon és Gurney előtt. A rajtnál Gurney hátulról nekiütközött Clark autójának. A Lotusnak egyetlen kipufogója maradt, míg az Eagle-nek a hűtője sérült meg, Gurney néhány kör után emiatt feladta a versenyt.
Clark Amon után csapattársát, Hillt is megelőzte, ezután pedig dominálta a versenyt annak ellenére, hogy nem működött a kuplungja. Hill féltengelyhibával a 18. körben esett ki, míg Amon autójának gyújtáskihagyása volt az utolsó körökben. A Ferrari mellett Brabham, Hulme és Surtees is elment. A versenyt Clark nyerte Brabham, Hulme, Surtees, Spence és Rodríguez előtt.
Az egyéni világbajnokságot Hulme nyerte 51 pontjával, csapattársával szemben, aki 46 egységet szerzett. A két brabhames mögött Clark, Surtees és Amon végzett. A konstruktőri bajnokságban a Brabham-Repco győzött immár a második alkalommal a Lotus-Ford és a Cooper-Maserati előtt.

## Futamok
| #   | Verseny             | Dátum          | Pálya              | Pályarajz | Győztes pilóta  | Győztes csapat  | Összefoglaló |
| --- | ------------------- | -------------- | ------------------ | --------- | --------------- | --------------- | ------------ |
| 151 | dél-afrikai nagydíj | január 2.      | Kyalami            |           | Pedro Rodríguez | Cooper-Maserati | Összefoglaló |
| 152 | monacói nagydíj     | május 7.       | Monaco             |           | Denny Hulme     | Brabham-Repco   | Összefoglaló |
| 153 | holland nagydíj     | június 4.      | Zandvoort          |           | Jim Clark       | Lotus-Ford      | Összefoglaló |
| 154 | belga nagydíj       | június 18.     | Spa-Francorchamps  |           | Dan Gurney      | Eagle-Weslake   | Összefoglaló |
| 155 | francia nagydíj     | július 2.      | Le Mans            |           | Jack Brabham    | Brabham-Repco   | Összefoglaló |
| 156 | brit nagydíj        | július 15.     | Silverstone        |           | Jim Clark       | Lotus-Ford      | Összefoglaló |
| 157 | német nagydíj       | augusztus 6.   | Nürburgring        |           | Denny Hulme     | Brabham-Repco   | Összefoglaló |
| 158 | kanadai nagydíj     | augusztus 27.  | Mosport Park       |           | Jack Brabham    | Brabham-Repco   | Összefoglaló |
| 159 | olasz nagydíj       | szeptember 10. | Monza              |           | John Surtees    | Honda           | Összefoglaló |
| 160 | amerikai nagydíj    | október 1.     | Watkins Glen       |           | Jim Clark       | Lotus-Ford      | Összefoglaló |
| 161 | mexikói nagydíj     | október 22.    | Hermanos Rodriguez |           | Jim Clark       | Lotus-Ford      | Összefoglaló |

## A bajnokság végeredménye
Az évad első hat futamából csak az öt, az utolsó öt futamból csak a négy legjobb helyezésért adtak pontot. A zárójelekben található az összes pont, a zárójelek előtti szám a bajnokságba számított pont.

Pontozás:
| Helyezés | 1. | 2. | 3. | 4. | 5. | 6. | 7-20. |
| -------- | -- | -- | -- | -- | -- | -- | ----- |
| Pont     | 9  | 6  | 4  | 3  | 2  | 1  | 0     |

(Táblázat értelmezése)

(Félkövér: pole-pozícióból indult; dőlt: leggyorsabb kört futott) 

### Versenyzők
| Helyezés | Versenyző            | RSA | MON | NED | BEL | FRA | GBR | GER | CAN | ITA | USA | MEX | Pontszám |
| -------- | -------------------- | --- | --- | --- | --- | --- | --- | --- | --- | --- | --- | --- | -------- |
| 1        | Denny Hulme          | 4   | 1   | 3   | Ki  | 2   | 2   | 1   | 2   | Ki  | 3   | 3   | 51       |
| 2        | Jack Brabham         | 6   | Ki  | 2   | Ki  | 1   | 4   | 2   | 1   | 2   | 5   | 2   | 46 (48)  |
| 3        | Jim Clark            | Ki  | Ki  | 1   | 6   | Ki  | 1   | Ki  | Ki  | 3   | 1   | 1   | 41       |
| 4        | John Surtees         | 3   | Ki  | Ki  | Ki  |     | 6   | 4   |     | 1   | Ki  | 4   | 20       |
| 5        | Chris Amon           |     | 3   | 4   | 3   | Ki  | 3   | 3   | 6   | 7   | Ki  | 9   | 20       |
| 6        | Pedro Rodríguez      | 1   | 5   | Ki  | 9   | 6   | 5   | 8   |     |     |     | 6   | 15       |
| 7        | Graham Hill          | Ki  | 2   | Ki  | Ki  | Ki  | Ki  | Ki  | 4   | Ki  | 2   | Ki  | 15       |
| 8        | Dan Gurney           | Ki  | Ki  | Ki  | 1   | Ki  | Ki  | Ki  | 3   | Ki  | Ki  | Ki  | 13       |
| 9        | Jackie Stewart       | Ki  | Ki  | Ki  | 2   | 3   | Ki  | Ki  | Ki  | Ki  | Ki  | Ki  | 10       |
| 10       | Mike Spence          | Ki  | 6   | 8   | 5   | Ki  | Ki  | Ki  | 5   | 5   | Ki  | 5   | 9        |
| 11       | John Love            | 2   |     |     |     |     |     |     |     |     |     |     | 6        |
| 12       | Jo Siffert           | Ki  | Ki  | 10  | 7   | 4   | Ki  | Ki  | NI  | Ki  | 4   | 12  | 6        |
| 13       | Jochen Rindt         | Ki  | Ki  | Ki  | 4   | Ki  | Ki  | Ki  | Ki  | 4   | Ki  |     | 6        |
| 14       | Bruce McLaren        |     | 4   | Ki  |     | Ki  | Ki  | Ki  | 7   | Ki  | Ki  | Ki  | 3        |
| 15       | Jo Bonnier           | Ki  |     |     | Ki  |     | Ki  | 5   | 8   | Ki  | 6   | 10  | 3        |
| 16       | Chris Irwin          |     |     | 7   | Ki  | 5   | 7   | 7   | Ki  | Ki  | Ki  | Ki  | 2        |
| 17       | Bob Anderson         | 5   | NK  | 9   | 8   | Ki  | Ki  |     |     |     |     |     | 2        |
| 18       | Mike Parkes          |     |     | 5   | Ki  |     |     |     |     |     |     |     | 2        |
| 19       | Guy Ligier           |     |     |     | 10  | HN  | 10  | 6   |     | Ki  | Ki  | 11  | 1        |
| 20       | Ludovico Scarfiotti  |     |     | 6   | HN  |     |     |     |     | Ki  |     |     | 1        |
| 21       | Jacky Ickx           |     |     |     |     |     |     |     |     | 6   | Ki  |     | 1        |
| 22       | Jean-Pierre Beltoise |     | NK  |     |     |     |     |     |     |     | 7   | 7   | 0        |
| 23       | David Hobbs          |     |     |     |     |     | 8   |     | 9   |     |     |     | 0        |
| 24       | Jonathan Williams    |     |     |     |     |     |     |     |     |     |     | 8   | 0        |
| 25       | Alan Rees            |     |     |     |     |     | 9   |     |     |     |     |     | 0        |
| 26       | Richard Attwood      |     |     |     |     |     |     |     | 10  |     |     |     | 0        |
| 27       | Mike Fisher          |     |     |     |     |     |     |     | 11  |     |     | Ki  | 0        |
| —        | Dave Charlton        | HN  |     |     |     |     |     |     |     |     |     |     | 0        |
| —        | Luki Botha           | HN  |     |     |     |     |     |     |     |     |     |     | 0        |
| —        | Al Pease             |     |     |     |     |     |     |     | HN  |     |     |     | 0        |
| —        | Piers Courage        | Ki  | Ki  |     |     |     | NI  |     |     |     |     |     | 0        |
| —        | Moises Solana        |     |     |     |     |     |     |     |     |     | Ki  | Ki  | 0        |
| —        | Sam Tingle           | Ki  |     |     |     |     |     |     |     |     |     |     | 0        |
| —        | Lorenzo Bandini      |     | Ki  |     |     |     |     |     |     |     |     |     | 0        |
| —        | Johnny Servoz-Gavin  |     | Ki  |     |     |     |     |     |     |     |     |     | 0        |
| —        | Silvio Moser         |     |     |     |     |     | Ki  |     |     |     |     |     | 0        |
| —        | Giancarlo Baghetti   |     |     |     |     |     |     |     |     | Ki  |     |     | 0        |
| —        | Tom Jones            |     |     |     |     |     |     |     | NK  |     |     |     | 0        |
| —        | Eppie Wietzes        |     |     |     |     |     |     |     | Kiz |     |     |     | 0        |
| —        | Richie Ginther       |     | NK  |     |     |     |     |     |     |     |     |     | 0        |
| Helyezés | Versenyző            | RSA | MON | NED | BEL | FRA | GBR | GER | CAN | ITA | USA | MEX | Pontszám |

### Konstruktőrök
| Helyezés | Konstruktőr     | RSA | MON | NED | BEL | FRA | GBR | GER | CAN | ITA | USA | MEX | Pontszám |
| -------- | --------------- | --- | --- | --- | --- | --- | --- | --- | --- | --- | --- | --- | -------- |
| 1        | Brabham-Repco   | 4   | 1   | 2   | Ki  | 1   | 2   | 1   | 1   | 2   | 3   | 2   | 63 (67)  |
| 2        | Lotus-Ford      |     |     | 1   | 6   | Ki  | 1   | Ki  | 4   | 3   | 1   | 1   | 44       |
| 3        | Cooper-Maserati | 1   | 5   | 10  | 4   | 4   | 5   | 5   | 8   | 4   | 4   | 6   | 28       |
| 4        | Honda           | 3   | Ki  | Ki  | Ki  |     | 6   | 4   |     | 1   | Ki  | 4   | 20       |
| 5        | Ferrari         |     | 3   | 4   | 3   | Ki  | 3   | 3   | 6   | 7   | Ki  | 8   | 20       |
| 6        | BRM             | Ki  | 6   | 8   | 2   | 3   | 7   | 7   | 5   | 5   | Ki  | 5   | 17       |
| 7        | Eagle-Weslake   |     | Ki  | Ki  | 1   | Ki  | Ki  | Ki  | 3   | Ki  | Ki  |     | 13       |
| 8        | Lotus-BRM       | Ki  | 2   | 7   |     |     |     |     | 11  |     |     | Ki  | 6        |
| 9        | Cooper-Climax   | 2   |     |     |     |     |     |     | NK  |     |     |     | 6        |
| 10       | McLaren-BRM     |     | 4   | Ki  |     |     |     |     | 7   | Ki  | Ki  | Ki  | 3        |
| 11       | Brabham-Climax  | 5   | NK  | 9   | 8   | Ki  | Ki  |     |     |     |     |     | 2        |
| —        | Matra-Ford      |     | Ki  |     |     |     |     |     |     |     | 7   | 7   | 0        |
| —        | Eagle-Climax    | Ret | NK  |     |     |     |     |     | HN  |     |     | Ki  | 0        |
| —        | LDS-Climax      | Ki  |     |     |     |     |     |     |     |     |     |     | 0        |
| —        | Lotus-Climax    |     | Ki  |     |     |     |     |     |     |     |     |     | 0        |
| —        | Cooper-ATS      |     |     |     |     |     | Ki  |     |     |     |     |     | 0        |
| Helyezés | Konstruktőr     | RSA | MON | NED | BEL | FRA | GBR | GER | CAN | ITA | USA | MEX | Pontszám |

- A vastagon kiemelt helyezéseket vették figyelembe a bajnoki pontok összeadásakor.

| Helyezés | Gyártó          | Győzelmek | Dobogó | Első rajthelyek | Leggyorsabb kör | Pont   |
| -------- | --------------- | --------- | ------ | --------------- | --------------- | ------ |
| 1        | Brabham-Repco   | 4         | 14     | 2               | 2               | 63(67) |
| 2        | Lotus-Ford      | 4         | 6      | 9               | 6               | 44     |
| 3        | Cooper-Maserati | 1         | 1      | 0               | 0               | 28     |
| 4        | Honda           | 1         | 2      | 0               | 0               | 20     |
| 5        | Ferrari         | 0         | 4      | 0               | 0               | 20     |
| 6        | BRM             | 0         | 2      | 0               | 0               | 17     |
| 7        | Eagle-Weslake   | 1         | 2      | 0               | 2               | 13     |
| 8        | Lotus-BRM       | 0         | 1      | 0               | 0               | 6      |
| 9        | Cooper-Climax   | 0         | 1      | 0               | 0               | 6      |
| 10       | McLaren-BRM     | 0         | 1      | 0               | 0               | 3      |
| 11       | Brabham-Climax  | 0         | 0      | 0               | 0               | 2      |
| —        | Matra-Ford      | 0         | 0      | 0               | 0               | 0      |
| —        | Eagle-Climax    | 0         | 0      | 0               | 0               | 0      |
| —        | LDS-Climax      | 0         | 0      | 0               | 0               | 0      |
| —        | Lotus-Climax    | 0         | 0      | 0               | 1               | 0      |
| —        | Cooper-ATS      | 0         | 0      | 0               | 0               | 0      |

## Jegyzetek

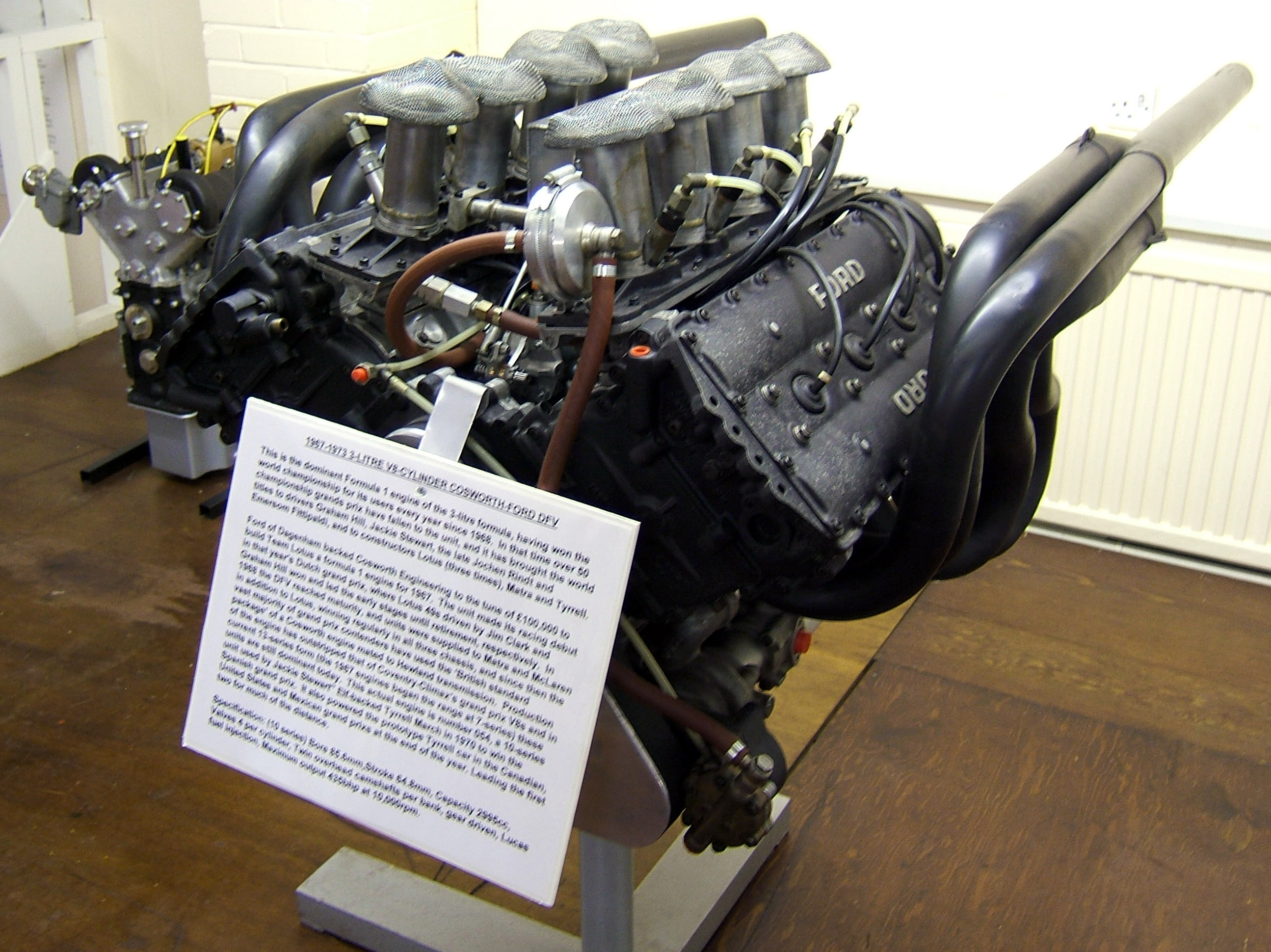
A Ford Cosworth DFV motor

## Nem világbajnoki versenyek
| Verseny                       | Pálya        | Dátum          | Győztes versenyző               | Konstruktőr   | Összefoglaló |
| ----------------------------- | ------------ | -------------- | ------------------------------- | ------------- | ------------ |
| II Race of Champions          | Brands Hatch | március 12.    | Dan Gurney                      | Eagle-Weslake | Összefoglaló |
| I Spring Cup                  | Oulton Park  | április 15.    | Jack Brabham                    | Brabham-Repco | Összefoglaló |
| XIX BRDC International Trophy | Silverstone  | április 29.    | Mike Parkes                     | Ferrari       | Összefoglaló |
| XVI Gran Premio di Siracusa   | Siracusa     | május 21.      | Mike Parkes Ludovico Scarfiotti | Ferrari       | Összefoglaló |
| XIV International Gold Cup    | Oulton Park  | szeptember 16. | Jack Brabham                    | Brabham-Repco | Összefoglaló |
| XIII Gran Premio d'España     | Jarama       | november 12.   | Jim Clark                       | Lotus-Ford    | Összefoglaló |